# Repli-Kate
Repli-Kate is een Amerikaanse film van
National Lampoon uit 2002. De komedie gaat over een
vrouw Kate die per ongeluk gekloond wordt door wetenschapper
Max. Die wil de kloon Repli-Kate vervolgens opvoeden tot de
perfecte vrouw: een vrouw die zich als man gedraagt.

## Verhaal
Max Fleming werkt op de universiteit met professor Jones Fromer aan een
kloonmachine. Hoewel de machine bijna geheel Max'werk is gaat
Fromer met de eer lopen. Dan ontmoeten ze journaliste Kate Carson die
een artikel over klonen voorbereid. In het labo wordt ze gebeten door een
gekloonde hamster. Daarbij druppelt wat bloed op een invoermonster
van de kloonmachine. Die avond gebruikt Max dat monster voor een test en
komt een kloon van Kate uit de machine.
De Repli-Kate is een exacte kopie van de echte Kate maar ze weet niets
(hoewel ze al redelijk Engels kan spreken). Max en zijn vriend Henry
komen op het idee haar op te voeden tot wat zij als de perfecte vrouw zien:
een vrouw die graag bier drinkt, naar sport kijkt en seks heeft.
Na een tijd komt Max erachter dat Repli-Kate toch niet zo perfect is als
hij had gedacht en hij wordt verliefd op de echte Kate.
Dan ontdekt professor Fromer dat Kate in haar artikel de kloonmachine geheel
aan Max ging toeschrijven. Vervolgens komt hij achter het bestaan van de
gekloonde Kate en hij neemt beide Kate's gevangen voor onderzoek. Met hen
wil hij de wereld overtuigen van zijn kloonmachine. Daar komen Max en
Henry dan weer achter en ze maken een kloon van Fromer. Tijdens de
voorstelling van de kloonmachine stellen ze de Kate's voor als een
tweeling en de Fromer's als een echte kloon.
De Fromer's eindigen in een lab als proefkonijnen en Max neemt Fromer's
laboratorium over. De kloonmachine brengt hem roem en geld en hij wordt
een koppel met Kate. Ook Henry en Repli-Kate worden een koppel waarbij nu
ook Henry begint in te zien dat een vrouw die zich als man gedraagt toch
niet optimaal is.

## Rolbezetting
| Acteur               | Personage            |
| -------------------- | -------------------- |
| Ali Landry           | (Repli-)Kate Carson  |
| James Roday          | Max Fleming          |
| Desmond Askew        | Henry                |
| Eugene Levy          | (Repli-)Jones Fromer |
| Todd Robert Anderson | Felix                |
| Ryan Alosio          | Derek Waters         |
| Kurt Fuller          | directeur Chumley    |
| Aimee Allen          | Wendy                |
| Amandah Reyne        | Lili                 |
| Melissa Greenspan    | Brandi               |
| Justin Shilton       | student              |
| Ned Brower           | Stoner               |
| Kent Davis           | arts                 |
| Emilio Borelli       | Giovanni Bellini     |
| David Clark          | barman               |